# Boubiers
Boubiers est une commune française située dans le département de l'Oise en région Hauts-de-France.

## Géographie

### Description
Boubiers est un village rural  picard du Vexin français dans l'Ois situé à 7 km  au sud de Chaumont-en-Vexin et à une dizaine au sud-est  de Gisors, 25 km au nord-ouest de Pontoise.et à 60 km au sud-est de Rouen.
L'ancienne route nationale 15 passe au sud du territoire communal..
Louis Graves indiquait au XIXe siècle que Boubiers « est situé sur le grand plateau calcaire au midi de ta Troène (...). Son territoire est sillonné par deux profonds ravins dont la réunion forme la vallée où coule le Réveillon, ruisseau formé de divers filets d'eau qui sourdent au pied des coteaux. Le sol de la commune , généralement incliné vers l'est, est exposé à de grandes dégradations dans les orages et les pluies abondantes »

### Communes limitrophes
| Delincourt                 | Reilly   | Liancourt-Saint-Pierre |
| Serans                     | Boubiers |                        |
| Hadancourt-le-Haut-Clocher |          | Lierville              |

### Hydrographie
La commune est située dans le bassin Seine-Normandie. Elle est drainée par le Reveillon,.
Le Réveillon, d'une longueur de 11 km, prend sa source dans la commune  et se jette  dans l'Epte à Gisors, après avoir traversé six communes. 

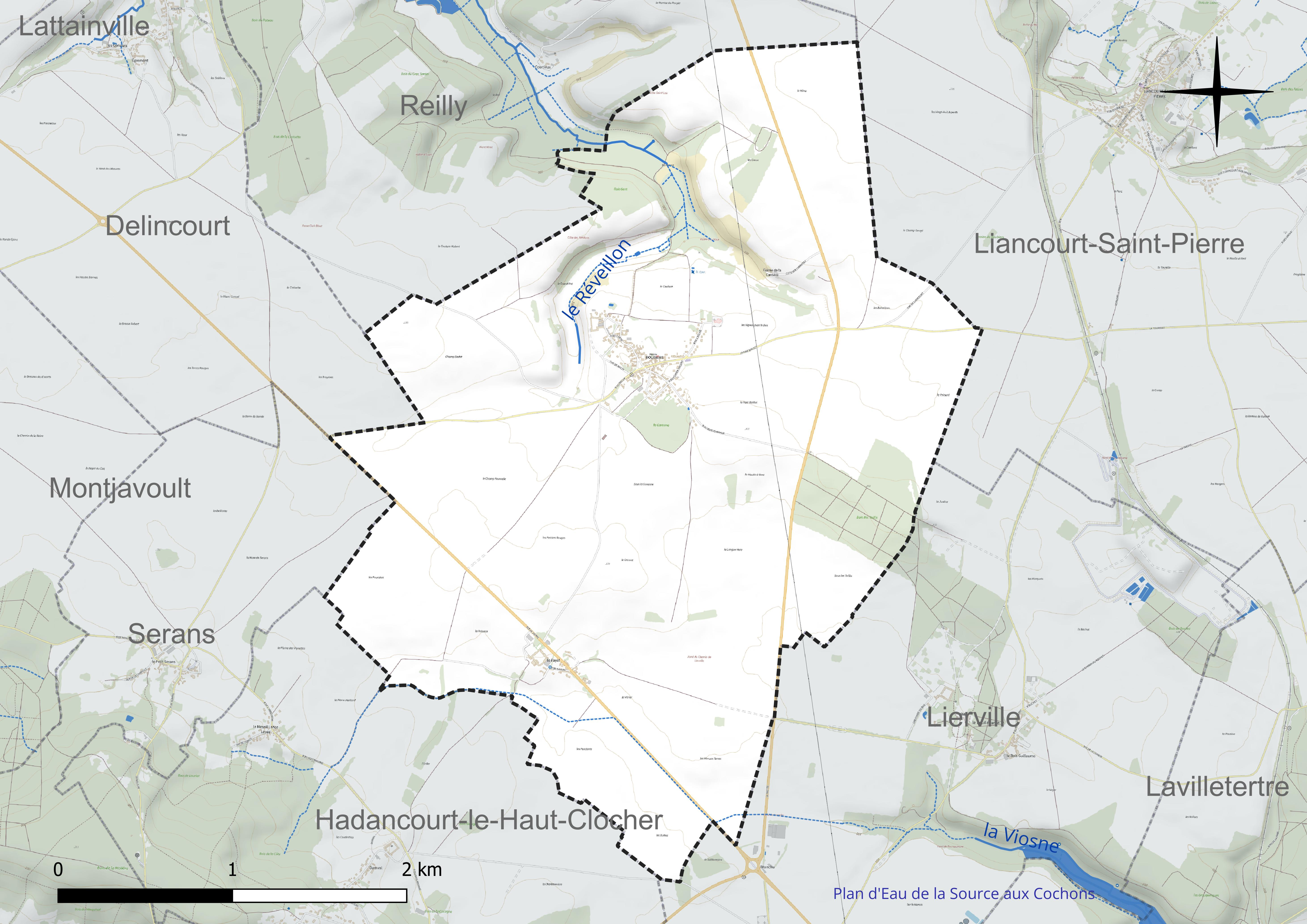
Réseau hydrographique de Boubiers.

### Climat
Pour des articles plus généraux, voir Climat des Hauts-de-France et Climat de l'Oise.
En 2010, le climat de la commune est de type climat océanique dégradé des plaines du Centre et du Nord, selon une étude du CNRS s'appuyant sur une série de données couvrant la période 1971-2000. En 2020, Météo-France publie une typologie des climats de la France métropolitaine dans laquelle la commune est exposée à un climat océanique et est dans la région climatique  Sud-ouest du bassin Parisien, caractérisée par une faible pluviométrie, notamment au printemps (120 à 150 mm) et un hiver froid (3,5 °C). 
Pour la période 1971-2000, la température annuelle moyenne est de 10,5 °C, avec une amplitude thermique annuelle de 14,5 °C. Le cumul annuel moyen de précipitations est de 751 mm, avec 11,3 jours de précipitations en janvier et 8,3 jours en juillet. Pour la période 1991-2020, la température moyenne annuelle observée sur la station météorologique la plus proche, située sur la commune de Jaméricourt à 9 km à vol d'oiseau, est de 11,0 °C et le cumul annuel moyen de précipitations est de 695,7 mm,. Pour l'avenir, les paramètres climatiques de la commune estimés pour 2050 selon différents scénarios d'émission de gaz à effet de serre sont consultables sur un site dédié publié par Météo-France en novembre 2022.

## Urbanisme

### Typologie
Au 1er janvier 2024, Boubiers est catégorisée commune rurale à habitat dispersé, selon la nouvelle grille communale de densité à sept niveaux définie par l'Insee en 2022.
Elle est située hors unité urbaine. Par ailleurs la commune fait partie de l'aire d'attraction de Paris, dont elle est une commune de la couronne,. 

### Occupation des sols
L'occupation des sols de la commune, telle qu'elle ressort de la base de données européenne d'occupation biophysique des sols Corine Land Cover (CLC), est marquée par l'importance des territoires agricoles (90,5 % en 2018), une proportion identique à celle de 1990 (90,5 %). La répartition détaillée en 2018 est la suivante : 
terres arables (90,5 %), forêts (7 %), zones urbanisées (2,5 %). L'évolution de l'occupation des sols de la commune et de ses infrastructures peut être observée sur les différentes représentations cartographiques du territoire : la carte de Cassini (XVIIIe siècle), la carte d'état-major (1820-1866) et les cartes ou photos aériennes de l'IGN pour la période actuelle (1950 à aujourd'hui).

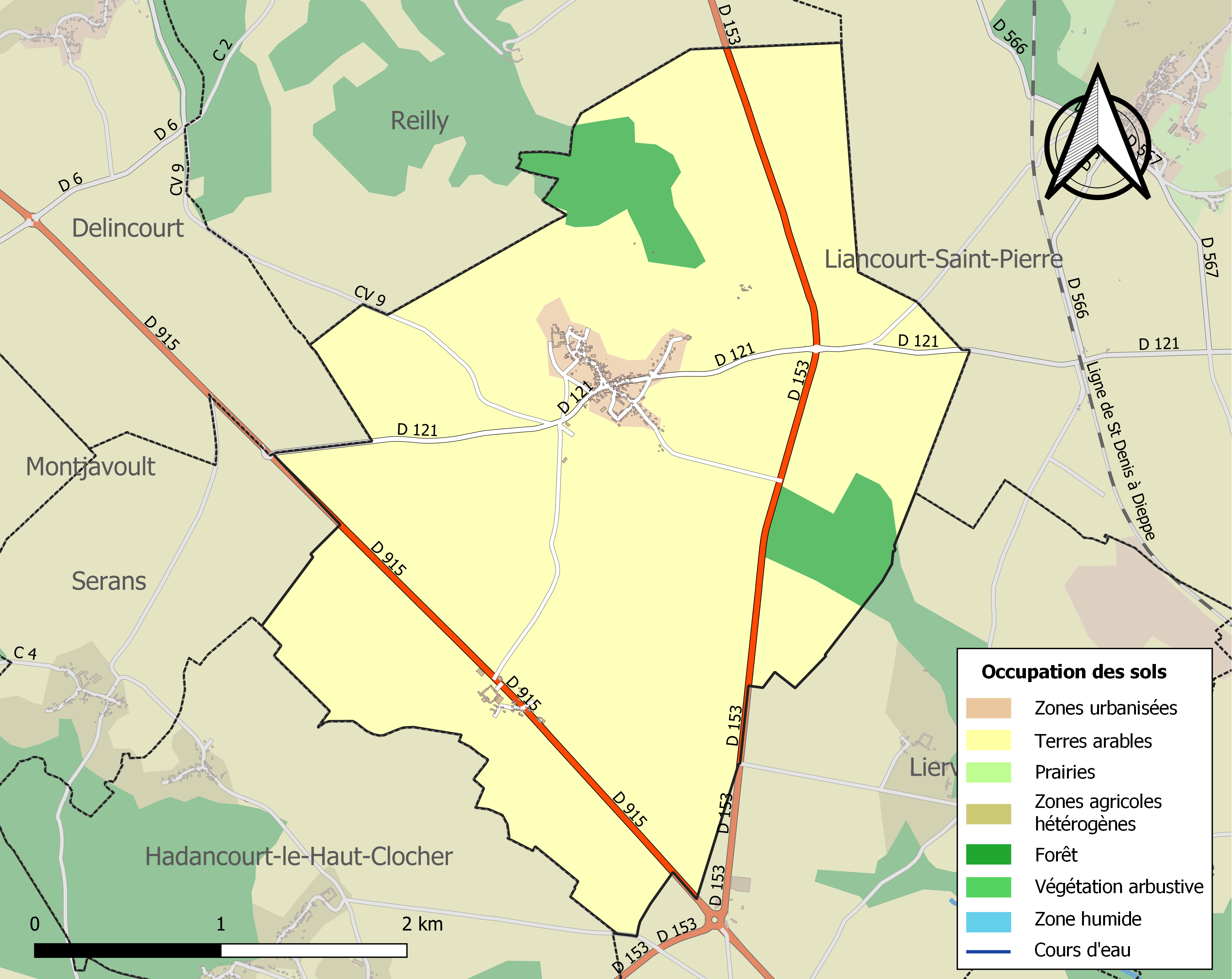
Carte des infrastructures et de l'occupation des sols de la commune en 2018 (CLC).

### Lieux-dits, hameaux et écarts
Un hameau, le Fayel, se trouve au sud du territoire, le longvde la RD 915. Un écart, Branchu, se trouve au carrefour de cette route avec la RD 153, également au sud du territoire.

Le Fayel
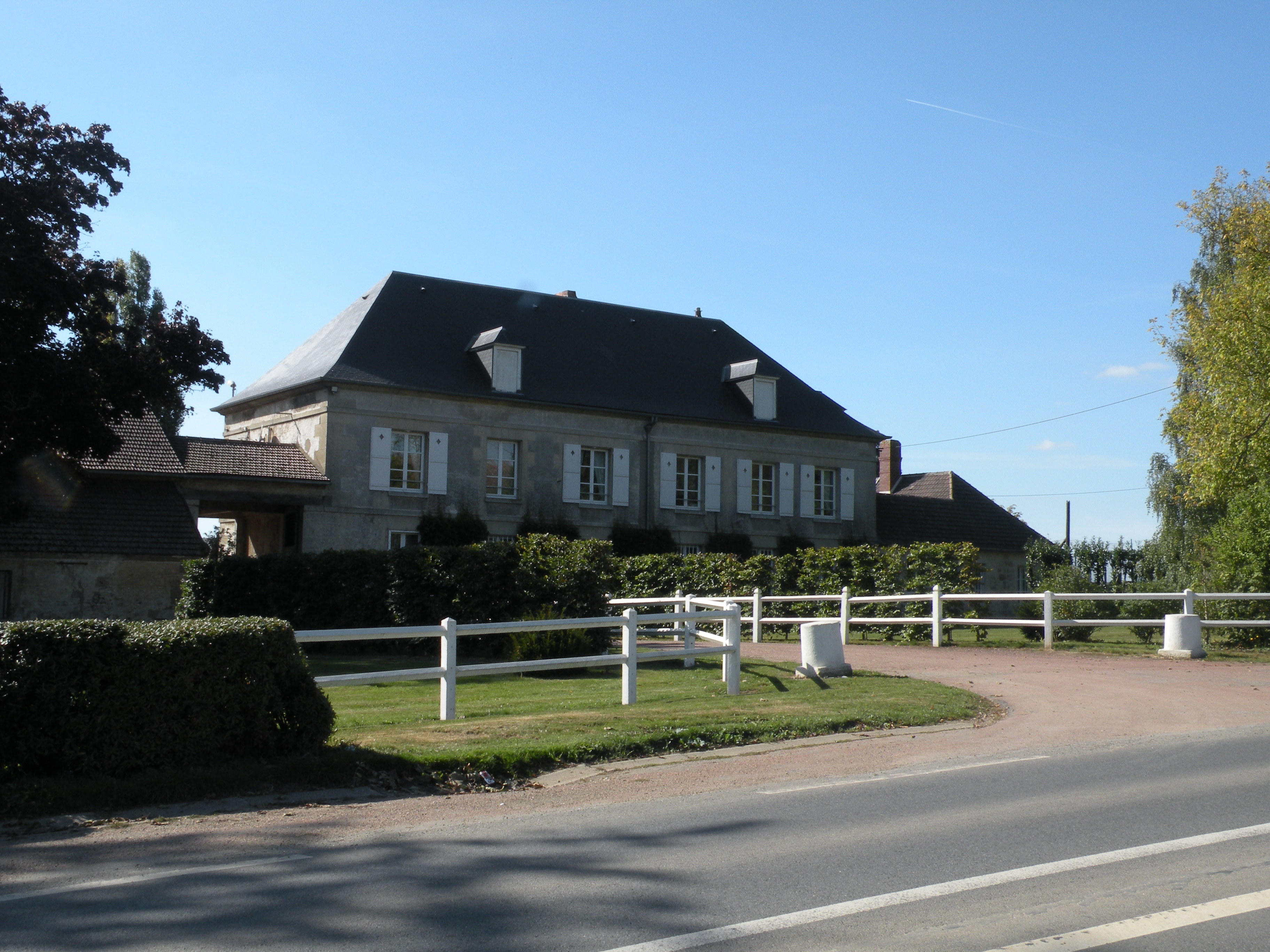
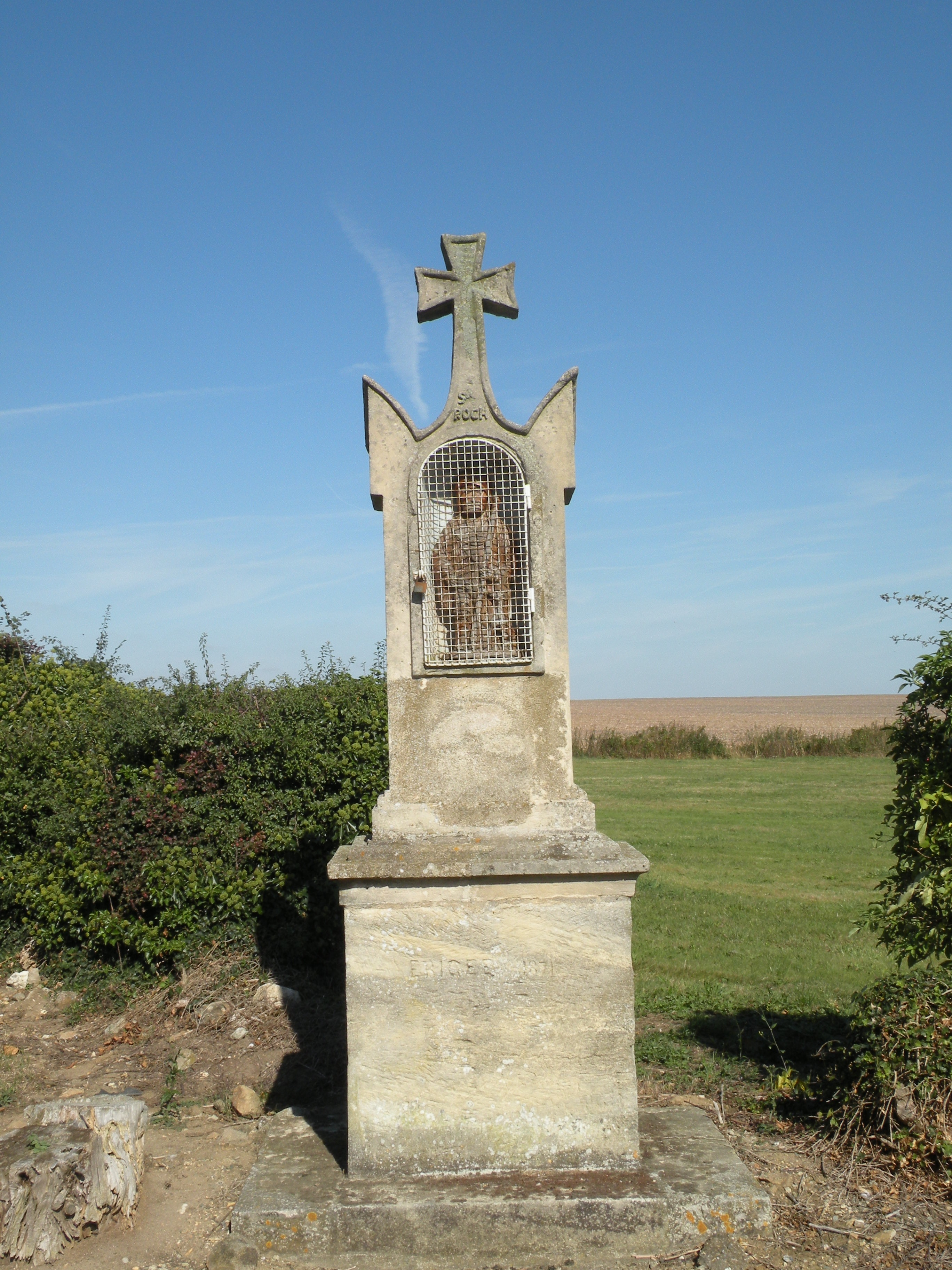
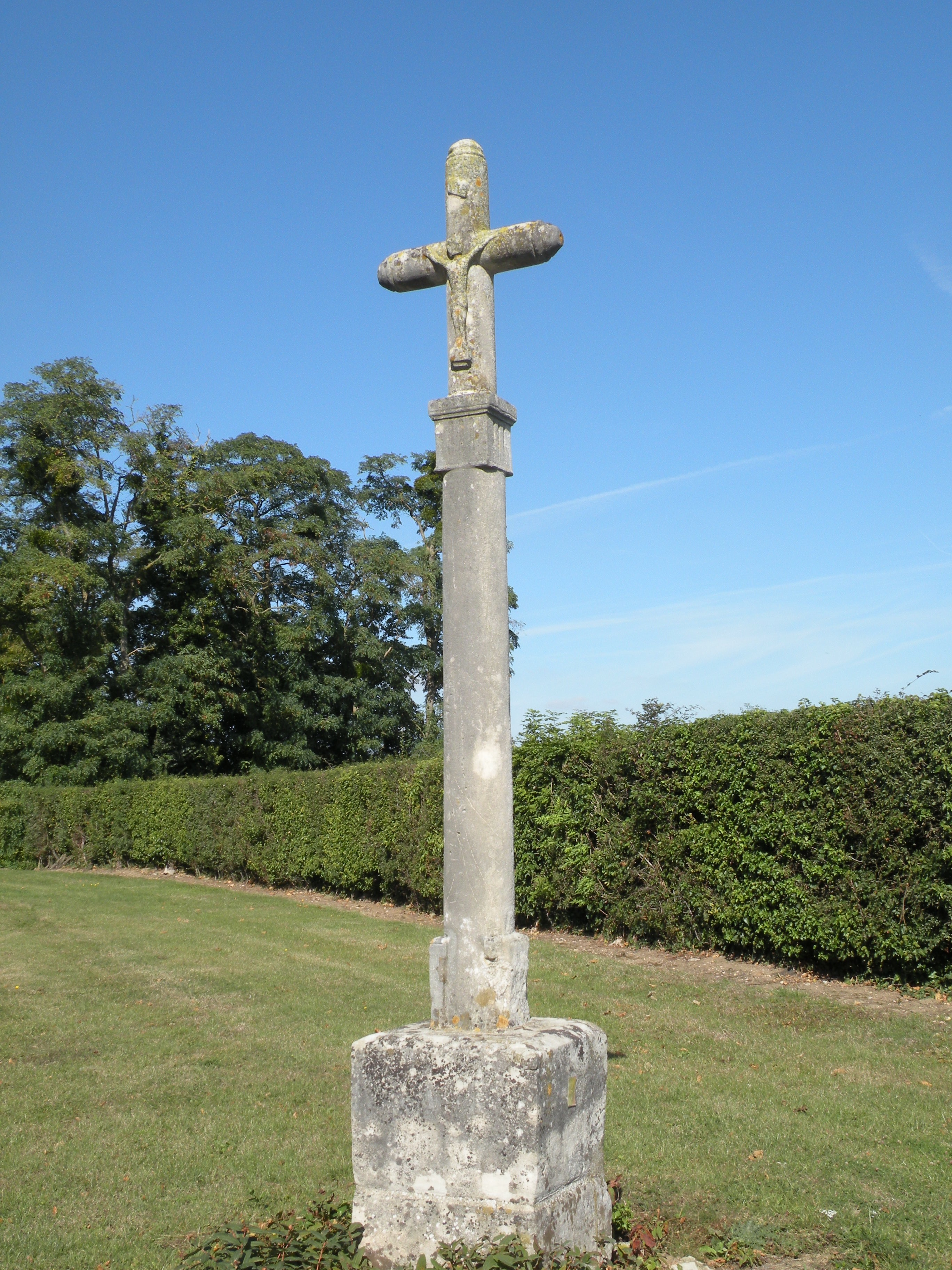

### Habitat et logement
En 2018, le nombre total de logements dans la commune était de 178, alors qu'il était de 174 en 2013 et de 151 en 2008.
Parmi ces logements, 91,4 % étaient des résidences principales, 4,6 % des résidences secondaires et 4 % des logements vacants. Ces logements étaient pour 96,5 % d'entre eux des maisons individuelles et pour 0,6 % des appartements.
Le tableau ci-dessous présente la typologie des logements à Boubiers en 2018 en comparaison avec celle de l'Oise et de la France entière. Une caractéristique marquante du parc de logements est ainsi une proportion de résidences secondaires et logements occasionnels (4,6 %) supérieure à celle du département (2,5 %) et à celle de la France entière (9,7 %). Concernant le statut d'occupation de ces logements, 82,5 % des habitants de la commune sont propriétaires de leur logement (84,8 % en 2013), contre 61,4 % pour l'Oise et 57,5 pour la France entière.
| Typologie                                               | Boubiers | Oise | France entière |
| ------------------------------------------------------- | -------- | ---- | -------------- |
| Résidences principales (en %)                           | 91,4     | 90,4 | 82,1           |
| Résidences secondaires et logements occasionnels (en %) | 4,6      | 2,5  | 9,7            |
| Logements vacants (en %)                                | 4        | 7,1  | 8,2            |

### Voies de communication et transports
La commune est desservie, en 2023, par les lignes 608, 6106 et 6136 du réseau interurbain de l'Oise.

## Toponymie
La localité a été désignée comme Boberias vers 1080, puis Bobiez en 1209, Bubiacum en 1222 et Boubiers à partir de 1498.

Cette dénomination pourrait provenir selon une première interprétation du mot celtique borb qui veut dire « boue », en référence à la présence des sources de la rivière le Réveillon. Une autre interprétation à partir du latin ferait dériver le nom du village de bas latin Bavaricia, qui désigne le bœuf ou la bouverie (habitation des bœufs et par extension la métairie).

## Histoire
Louis Graves indiquait en 1827 que « Bouliers, dépendant aujourd'hui de la succursale de Lierville, était une paroisse sous l'invocation de Saint-Loup, à la nomination de l'abbé de Saint-Victor de Pars. L'église, fort ancienne, est en partie voûtée , et ornée d'un clocher qui supporte une flèche en pierre, La fondation de cette église remonte peut-être à l'époque assez reculée à laquelle, suivant une tradition locale, une comtesse de Meulan fit construire cinquante clochers dans le Vexin. Le cimetière est hors du village et clos de murs. Il y a eu très-anciennement un château fort à Boubiers ; mais on n'en retrouve pas même les traces aujourd'hui.
Le hameau du Fayel a environ vingt-deux maisons et quatre-vingt habitans ; il y existe une ancienne petite chapelle sous le nom de St.-Roch, surmontée d'un clocher élevé de 43 pieds; ce bâtiment est, dit-on, une propriété particulière.
Il n'y a ni presbytère, ni maison commune, ni école ; toutes les propriétés communales consistent en trois puits, quatre mares, et quelques fontaines ; une fontaine surnommée de St. Leu , située sur une propriété particulière, donne lieu à un pèlerinage annuel ». A cette époque, la population vivait de l'agriculture
Boubiers absorbe Le Fayel entre 1790 et 1794.

## Politique et administration

### Rattachements administratifs et électoraux

#### Rattachements administratifs
La commune se trouve dans l'arrondissement de Beauvais du département de l'Oise.
Elle faisait partie depuis 1801 du canton de Chaumont-en-Vexin. Dans le cadre du redécoupage cantonal de 2014 en France, cette circonscription administrative territoriale a disparu, et le canton n'est plus qu'une circonscription électorale.

#### Rattachements électoraux
Pour les élections départementales, la commune fait partie depuis 2014 'un nouveau canton de Chaumont-en-Vexin
Pour l'élection des députés, elle fait partie de la deuxième circonscription de l'Oise.

### Intercommunalité
Boubiers est membre de la communauté de communes du Vexin-Thelle, un établissement public de coopération intercommunale (EPCI) à fiscalité propre créé en 2000 et auquel la commune avait transféré un certain nombre de ses compétences, dans les conditions déterminées par le code général des collectivités territoriales.

### Liste des maires
| Période                                  | Période                       | Identité           | Étiquette | Qualité |
| ---------------------------------------- | ----------------------------- | ------------------ | --------- | --- |
| Les données manquantes sont à compléter. |                               |                    |           | |
| avant 1962                               |                               | Fernand Doré       |           | |
| Les données manquantes sont à compléter. |                               |                    |           | |
|                                          | mars 1989                     | Marcel Doré        |           | |
| mars 1989                                | mars 2001                     | Joseph Barbe       |           | |
| mars 2001                                | avril 2016                    | M. Claude Sauvaget | DVD       | retraité Démissionnaire |
| avril 2016                               | En cours (au 2 décembre 2020) | Sophie Levesque    | LR        | Exploitante agricole Conseillère départementale de Chaumont-en-Vexin (2015 → ) Vice-présidente du conseil départemental de l'Oise (2015 → ) Réélue pour le mandat 2020-2026 |

## Démographie

### Évolution démographique
L'évolution du nombre d'habitants est connue à travers les recensements de la population effectués dans la commune depuis 1793. Pour les communes de moins de 10 000 habitants, une enquête de recensement portant sur toute la population est réalisée tous les cinq ans, les populations de référence des années intermédiaires étant quant à elles estimées par interpolation ou extrapolation. Pour la commune, le premier recensement exhaustif entrant dans le cadre du nouveau dispositif a été réalisé en 2006.

En 2022, la commune comptait 385 habitants, en évolution de −6,55 % par rapport à 2016 (Oise : +0,87 %, France hors Mayotte : +2,11 %).
| 1793 | 1800 | 1806 | 1821 | 1831 | 1836 | 1841 | 1846 | 1851 |
| ---- | ---- | ---- | ---- | ---- | ---- | ---- | ---- | ---- |
| 305  | 338  | 339  | 308  | 347  | 335  | 362  | 350  | 354  |

| 1856 | 1861 | 1866 | 1872 | 1876 | 1881 | 1886 | 1891 | 1896 |
| ---- | ---- | ---- | ---- | ---- | ---- | ---- | ---- | ---- |
| 334  | 358  | 385  | 343  | 317  | 297  | 308  | 292  | 291  |

| 1901 | 1906 | 1911 | 1921 | 1926 | 1931 | 1936 | 1946 | 1954 |
| ---- | ---- | ---- | ---- | ---- | ---- | ---- | ---- | ---- |
| 263  | 287  | 296  | 236  | 284  | 315  | 315  | 280  | 317  |

| 1962 | 1968 | 1975 | 1982 | 1990 | 1999 | 2006 | 2011 | 2016 |
| ---- | ---- | ---- | ---- | ---- | ---- | ---- | ---- | ---- |
| 306  | 291  | 252  | 255  | 320  | 370  | 369  | 432  | 412  |

| 2021 | 2022 | - | - | - | - | - | - | - |
| ---- | ---- | - | - | - | - | - | - | - |
| 393  | 385  | - | - | - | - | - | - | - |

### Pyramide des âges
La population de la commune est relativement jeune.
En 2018, le taux de personnes d'un âge inférieur à 30 ans s'élève à 32,7 %, soit en dessous de la moyenne départementale (37,3 %). À l'inverse, le taux de personnes d'âge supérieur à 60 ans est de 21,2 % la même année, alors qu'il est de 22,8 % au niveau départemental.
En 2018, la commune comptait 202 hommes pour 207 femmes, soit un taux de 50,61 % de femmes, légèrement inférieur au taux départemental (51,11 %).
Les pyramides des âges de la commune et du département s'établissent comme suit.
| Hommes | Classe d’âge | Femmes |
| ------ | ------------ | ------ |
| 0,0    | 90 ou +      | 0,5    |
| 4,2    | 75-89 ans    | 4,1    |
| 19,0   | 60-74 ans    | 14,6   |
| 22,8   | 45-59 ans    | 26,1   |
| 20,8   | 30-44 ans    | 22,6   |
| 15,3   | 15-29 ans    | 12,8   |
| 17,8   | 0-14 ans     | 19,3   |

| Hommes | Classe d’âge | Femmes |
| ------ | ------------ | ------ |
| 0,5    | 90 ou +      | 1,4    |
| 5,5    | 75-89 ans    | 7,6    |
| 15,6   | 60-74 ans    | 16,3   |
| 20,8   | 45-59 ans    | 20     |
| 19,4   | 30-44 ans    | 19,4   |
| 17,6   | 15-29 ans    | 16,2   |
| 20,6   | 0-14 ans     | 19,1   |

## Culture locale et patrimoine

### Lieux et monuments

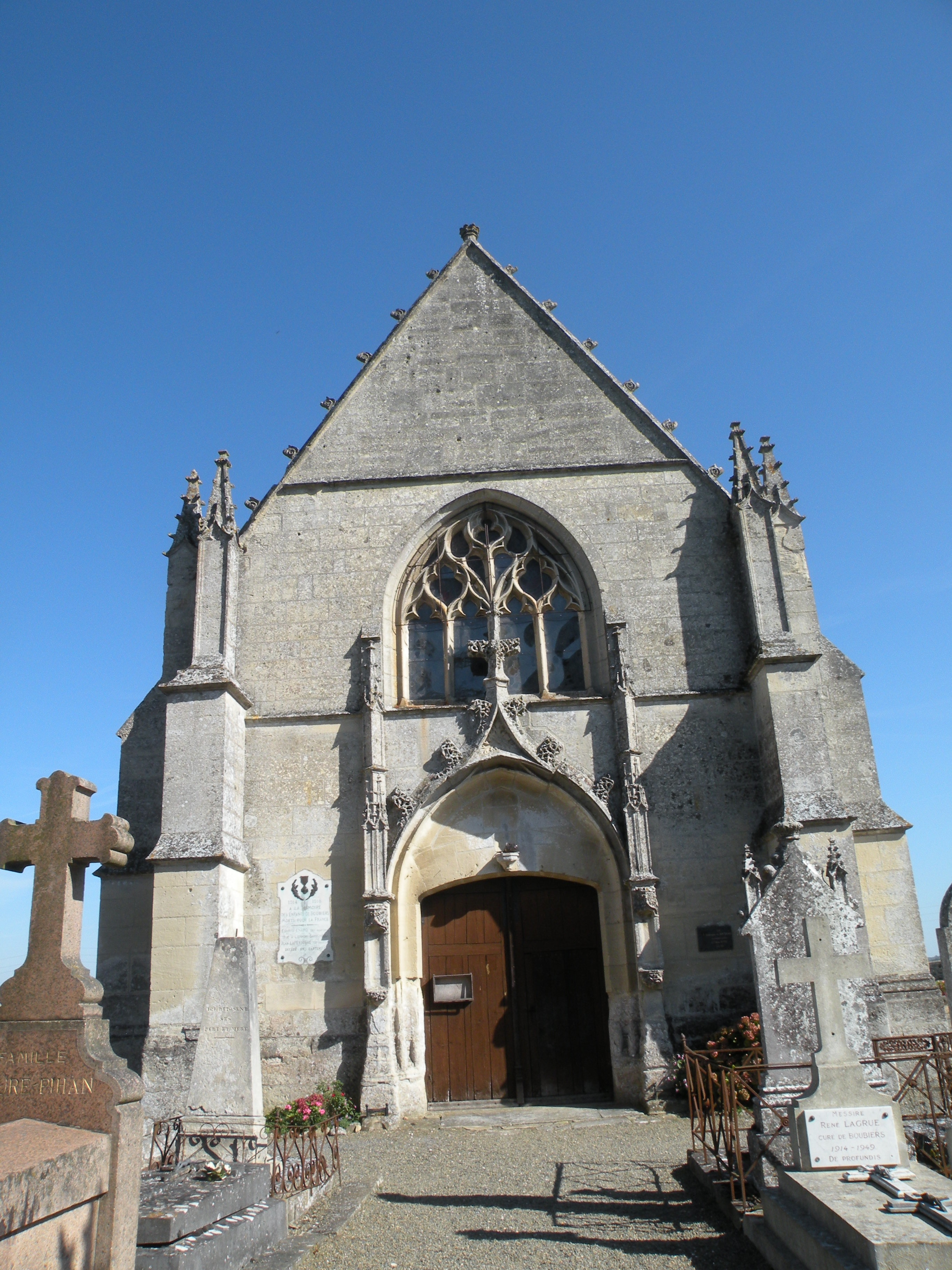
L'église Saint-Gilles-Saint-Leu.

Boubiers compte un monument historique sur son territoire, ainsi qu'une curiosité à trouver dans la forêt.
- Église Saint-Gilles-Saint-Leu (classée monument historique  en 1943, avec le cimetière qui l'entoure[25]), à l'entrée du village : Elle a été construite au XIIe siècle, agrandie au XIIIe siècle et partiellement reconstruite au XVIe siècle.
Sa rénovation est souhaitée par le municipalité, au moyen d'un appel aux dons et l'aide de la fondation du patrimoine en 2019[26],[27]

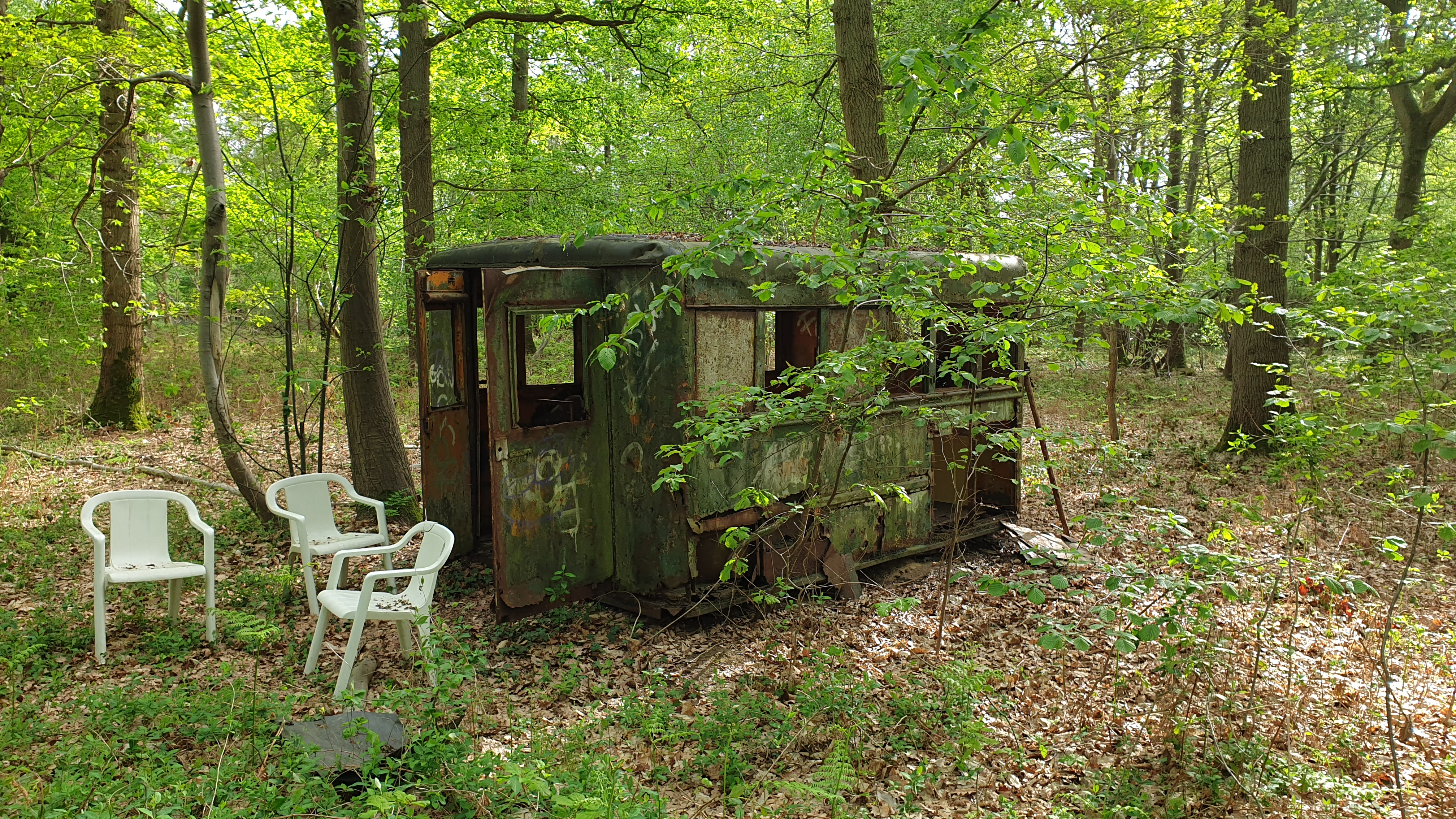
Wagon de Boubiers

- Wagon de BoubiersWagon de Boubiers : découvert par l'explorateur Jéjé de Chatenay dans la forêt de Boubiers. Sa présence est d'autant plus étonnante que la voie ferrée la plus proche se situe à 2 km.

### Personnalités liées à la commune
- Micheline Sandrel (1918-2012), journaliste, présentatrice de télévision et écrivaine, est née à Boubiers.

### Héraldique
| Blason de Boubiers | Blason  | D'argent au lion couronné de gueules; au chef d'azur chargé de trois fleurs de lis d'argent. |
| Blason de Boubiers | Détails | Le statut officiel du blason reste à déterminer.                                             |